# Lipsk
Pour la gmina, voir Lipsk (gmina).
Lipsk est une ville de Pologne, chef-lieu de la commune de Lipsk, située dans la voïvodie de Podlachie (powiat d'Augustów), au nord-est du pays. En 2008, elle comptait environ 5500 habitants.
Remarque : Lipsk est aussi le nom polonais de la ville allemande de Leipzig.

## Histoire
Lipsk reçoit un privilège urbain en 1580 par le roi Étienne Báthory en vertu du privilège octroyé à la ville voisine de Grodno. C'est une ville royale (en)jusqu'au troisième partage de la Pologne quand elle est annexée par la Prusse. En 1807 elle revient dans le giron polonais comme partie de l'éphémère duché de Varsovie. En 1815 elle intègre le royaume du Congrès, plus tard intégré de force dans l'Empire russe. Entre autres aspects des répressions anti-polonais après l'insurrection de Janvier 1863, Lipsk est privée de son privilège urbain par l'administration russe en 1869. Sous contrôle russe, elle porte le nom de Лейпциг на Бебже. Elle rejoint de nouveau la Pologne, après que le pays retrouve l'indépendance en 1918.

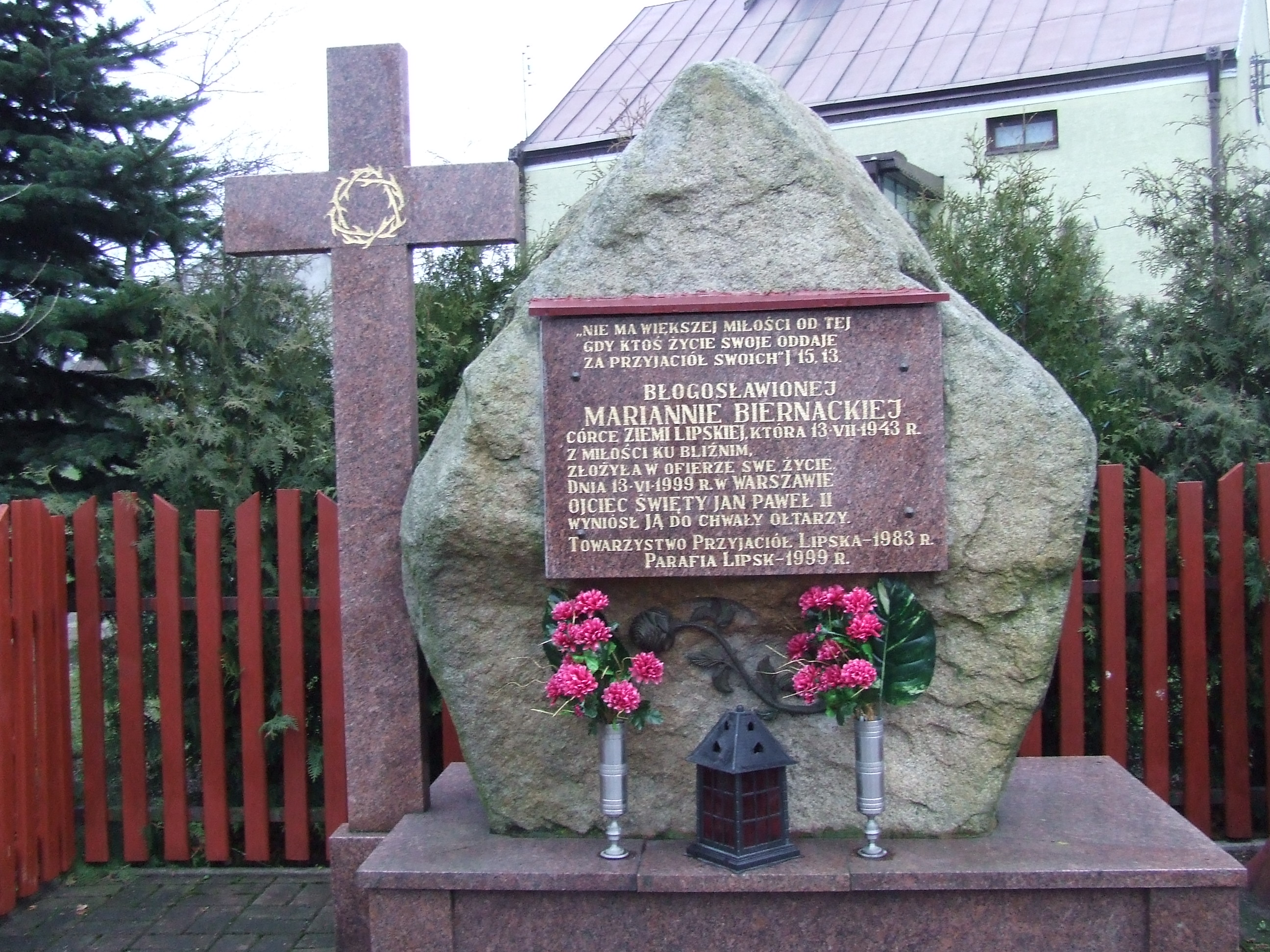
Mémorial de Marianna Biernacka à Lipsk.

Durant la Seconde Guerre mondiale elle est occupée par l'Union soviétique de septembre 1939 à juin 1941. Plusieurs familles polonaises sont déportées loin en URSS, et l'administration d'occupation est co-créée par des juifs locaux. De juin 1941 à juillet 1944 elle est occupée par l'Allemagne nazie. En 1941, les Allemands déportent 99 juifs locaux vers les ghettos d'Augustów et Grodno, d'où ils sont ensuite transportés bers le camp d'extermination de Treblinka. Le 13 juillet 1943, les Allemands tuent 50 polonais de Lipsk à Naumovichi. Parmi les victimes figure Marianna Biernacka, une des 108 martyrs polonais de la Seconde Guerre mondiale. En juillet 1944, Lipsk est capturée par l'Armée rouge, avec le lot de meurtres et pillages qui s'ensuit, ainsi que le combat contre le mouvement de résistance polonais Armia Krajowa.
Lipsk retrouve ses droits municipaux en 1983,.